# Emil Hácha
Emil Hácha (Trhové Sviny, 12 juli 1872 - Praag, 27 juni 1945) was een Tsjechische jurist en de derde president van Tsjecho-Slowakije. Hij was een van de meest tragische figuren uit de geschiedenis van dit land.

## Carrière
Voor de Eerste Wereldoorlog werkte hij als raadsheer en rechter voor diverse rechtbanken. Na de oprichting van Tsjecho-Slowakije werd hij politiek actief en steeg zijn ster snel. Hácha nam zitting in de Senaat en werd president van het Hooggerechtshof. Hij was specialist op het gebied van common law en internationaal recht. Vanwege hartklachten had hij een slechte gezondheid.

## President van Tsjecho-Slowakije
Na de conferentie van München in 1938 trad Edvard Beneš af als president van Tsjecho-Slowakije. Hij werd naar het leven gestaan en week uit naar Engeland. Onder Duitse druk en bij gebrek aan beter werd de oude Hácha president. De Duitse druk nam geenszins af. De Eerste Slowaakse Republiek scheidde zich onder Duitse druk af en Hongarije en Polen bezetten respectievelijk Karpato-Oekraïne (Roethenië) en Teschen. Iedere actie van de kant van Hácha en zijn regering in Praag leidde tot een reactie en verdere escalatie, aangemoedigd door Berlijn.

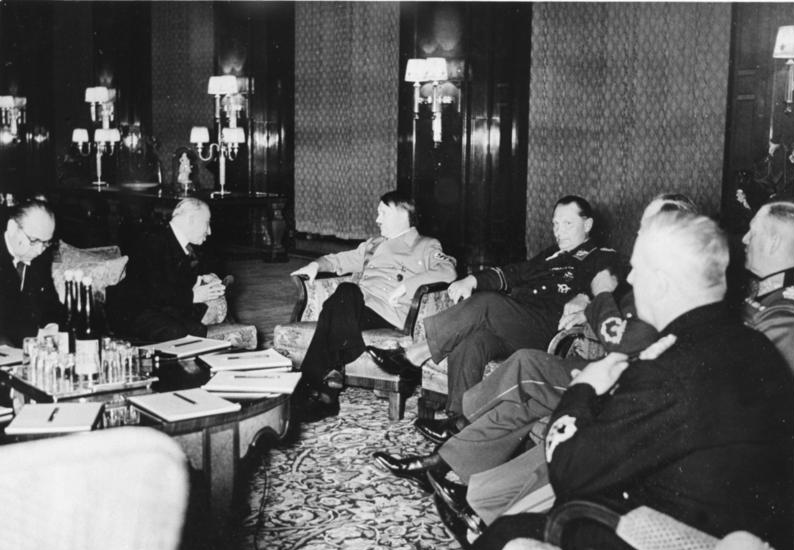
Hácha (tweede van links) in gesprek met Hitler

In maart 1939 vroeg Hácha audiëntie aan bij Hitler. Deze stond dit toe. Hácha werd te Berlijn zeer hoffelijk ontvangen, met erewacht, ontvangstcomité en de mooiste suite van het Adlonhotel. Reeds tijdens Hácha's treinreis (Hácha kon vanwege zijn hartklachten niet vliegen) rukte het Duitse leger op naar de grens. Volgens sommige lezingen bezette het zelfs strategische punten in Tsjecho-Slowakije, hoewel bevel was gegeven de grens niet dichter dan 10 kilometer te naderen. Hácha was dodelijk nerveus en moest na de pompeuze inspectie van de wacht uren wachten, terwijl het hem, hoewel hij een verstokt roker was, onmogelijk was gemaakt te roken. Ondertussen vermaakte Hitler zich met een film. Ten slotte, in het holst van de nacht, werd Hácha ontvangen. Tot op het laatste moment werd de schijn van hoffelijkheid jegens een bevriend staatshoofd opgehouden, hoewel het lange wachten en de nachtelijke audiëntie duidelijk bedoeld waren om Hácha's weerstand te ondermijnen.
Toen Hitler, Göring en Von Ribbentrop met Hácha en zijn minister van Buitenlandse Zaken Chvalkovski alleen waren, lieten zij alle hoffelijkheid varen. Dr. Morell, Hitlers arts, stond al klaar met een batterij aan medicijnen: niet voor Hitler, maar voor Hácha.
De 66-jarige president werd geïntimideerd en uitgescholden. Hitler schreeuwde onomwonden dat Hácha's regering nog anti-Duits in de 'geest van Beneš' handelde, dat zijn geduld op was en dat hij het leger al bevel had gegeven de Tsjecho-Slowaakse rompstaat binnen te vallen. De complete verdedigingswerken van de Tsjecho-Slowaken waren een jaar eerder, bij het Verdrag van München, al in Duitse handen gekomen. Hácha kon kiezen. Bij medewerking zouden de Duitse troepen het land ordelijk binnentrekken en de Tsjecho-Slowaken een redelijke mate van autonomie gunnen. Bij weerstand zou deze met geweld en 'met alle middelen' worden gebroken.
Hitler verliet de kamer en liet de twee Tsjecho-Slowaken aan Von Ribbentrop en Göring. Toen de twee bezwaar maakten dreigde Göring met zijn luchtmacht Praag plat te bombarderen. In werkelijkheid zou dat vanwege het slechte weer (sneeuwbuien) niet mogelijk zijn geweest, maar dat wist of besefte de 66-jarige president niet. Hácha viel flauw, wat een schrikreactie bij de Duitsers teweegbracht. Als Hácha zou overlijden zouden de kranten schrijven dat hij in de Rijkskanselarij vermoord was. Direct kwam dr. Morell in actie en gaf de president een injectie. Deze bevatte waarschijnlijk amfetamine, hoewel Morell later zou verklaren dat het een vitaminepreparaat betrof. Ten slotte tekende hij de akte waarin de Wehrmacht werd toegestaan Tsjecho-Slowakije te bezetten. Telefonisch verzocht hij zijn land zich niet tegen de invasie te verzetten. De Duitse troepen konden het land hierop geweldloos innemen.

## Vazal van de Duitsers
Hácha werd hierna marionettenpresident van het protectoraat Bohemen en Moravië. Echte macht had hij niet meer, die berustte bij de 'rijksprotector', Konstantin von Neurath, een hoge nazifunctionaris. Hácha meende dat hij zijn volk erger bespaarde door mee te werken. Wel werkte hij in het geheim soms samen met Beneš' regering in ballingschap te Londen. Veel van zijn vrienden en collega's werden opgepakt of gedood. Zijn macht was tegen 1941 vrijwel tot niets teruggebracht.
Aanvankelijk was er de rijksprotector Konstantin von Neurath, die echter te zachtzinnig werd bevonden en vanaf 1941 de facto werd vervangen door Reinhard Heydrich. Deze regeerde het protectoraat met ongekende terreur en trad zeer hard op tegen het verzet. Hácha was niet in staat om hier iets aan te doen en stond machteloos. Toen Heydrich in 1942 door de mannen van Operatie Anthropoid werd gedood, liet Himmler ter vergelding het bloedbad van Lidice aanrichten. Hitler dreigde Hácha reeds op Heydrichs begrafenis met het doden van 10.000 Tsjecho-Slowaken en met deportatie van de gehele Tsjecho-Slowaakse bevolking in geval van een volgend incident. Karl Frank volgde Heydrich op als rijksprotector, wat zowaar voor de Tsjecho-Slowaken een lichte verbetering betekende in vergelijking met Heydrich.

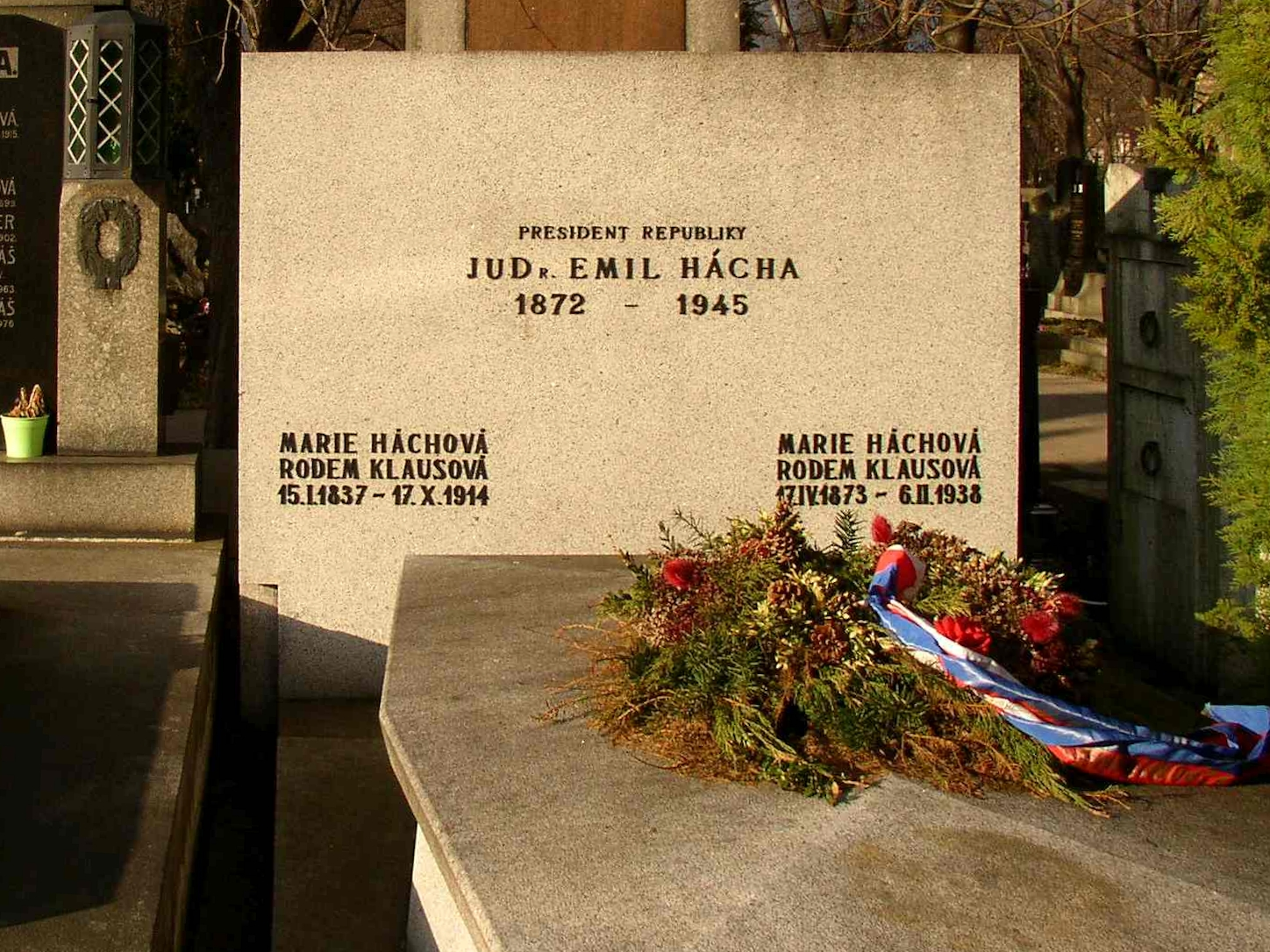
Het graf van Hácha

Vanaf 1943 werkte Hácha in verband met zijn zwakke gezondheid nauwelijks meer. Op 13 mei 1945 werd hij na de bevrijding van Praag gearresteerd en naar een gevangenisziekenhuis overgebracht. Hij overleed op 27 juni in gevangenschap. Sommige historici en Hácha's familie menen dat hij werd vermoord. Hij werd begraven in een naamloos graf op de Vinohradybegraafplaats te Praag, dat later alsnog voorzien werd van zijn naam.
Hácha wordt gezien als een van de meest tragische figuren uit de Tsjechische geschiedenis en volgens velen ook als de meest teleurstellende. Sommigen zien hem als een collaborateur die gewillig zijn eigen land hielp ontmantelen en de Duitse bezetting een legitiem tintje gaf. De meesten zien Hácha echter als een man die er voor zijn eigen volk het beste van probeerde te maken en ook geen andere opties had, gezien de hopeloze positie van Tsjecho-Slowakije na het Verdrag van München, zijn eigen beperkte beleidsvrijheid en zijn slechte gezondheid.